# Penthimia albipennis
Penthimia albipennis är en insektsart som beskrevs av Rauno E. Linnavuori 1977. Penthimia albipennis ingår i släktet Penthimia och familjen dvärgstritar. Inga underarter finns listade i Catalogue of Life.